# Planodema multilineata
Planodema multilineata là một loài bọ cánh cứng trong họ Cerambycidae.